# Santiam (hop)
Santiam is een hopvariëteit, gebruikt voor het brouwen van bier.
Deze hopvariëteit is een “aromahop”, bij het bierbrouwen voornamelijk gebruikt vanwege zijn aromatische eigenschappen. Deze Amerikaanse triploïde hopvariëteit is gekweekt uit een diploïde Tettnang-kloon en een tetraploïde Hallertauer. Wordt gebruikt in Duitse lagers en pilsen en Belgische witbieren.

## Kenmerken
- Alfazuur: 4 – 7%
- Bètazuur: 6 – 8%
- Eigenschappen: fijn hoparoma